# Эммингер, Отмар
Отмар Эммингер (2 марта 1911, Аугсбург, Германская империя — 3 августа 1986, Манила, Филиппины) — немецкий государственный деятель, президент Немецкого федерального банка с 1977 по 1979 год.

## Биография
Родился 2 марта 1911 года в Аугсбурге в семье юриста и политика Эриха Эммингера, министра юстиции Веймарской республики. С 1928 по 1932 год изучал юриспруденцию в Берлине, Мюнхене, Эдинбурге и в Лондонской школе экономики. Был членом студенческих католических клубов «Аскания-Бургундия» и «Алеманния». В 1934 году стал доктором философии Мюнхенского университета, затем учился в Великобритании, с 1935 по 1936 — в Немецком институте экономических исследований. В 1937 году вступил в НСДАП.
После военной службы и освобождения из плена работал в Национальной экономической ассоциации Баварии, с 1947 года — старший советник в министерстве экономики Баварии. В 1949 году был представителем экономического отдела немецкой делегации в Организации экономического сотрудничества и развития. В 1950 году читал лекции по направлению экономика в Мюнхенском университете. В 1953 году вошёл в Совет директоров Банка немецких земель, с того же года руководил немецким отделением Международного валютного фонда до 1959 года.
В 1969 году стал вице-президентом Немецкого федерального банка, в 1977 стал его главой. Возглавлял центральный банк Германии до 1979 года, вплоть до выхода на пенсию. Возглавляя ЦБ Германии, боролся против долларового притока, поддержал введение Европейской валютной системы в 1979 году. Стал одним из автором проекта создания Специальных прав заимствования (СДР), которые ознаменовали переход от Бреттон-Вудской к Ямайской валютной системе.
На пенсии опубликовал несколько научных работ по экономике. В июле 1986 года был отправлен от имени федерального правительства ФРГ на Филиппины в качестве советника по экономическим вопросам нового президента страны Корасон Акино. 3 августа 1986 года скончался в Маниле от сердечного приступа.